# Pochwerk (Altböckstein)

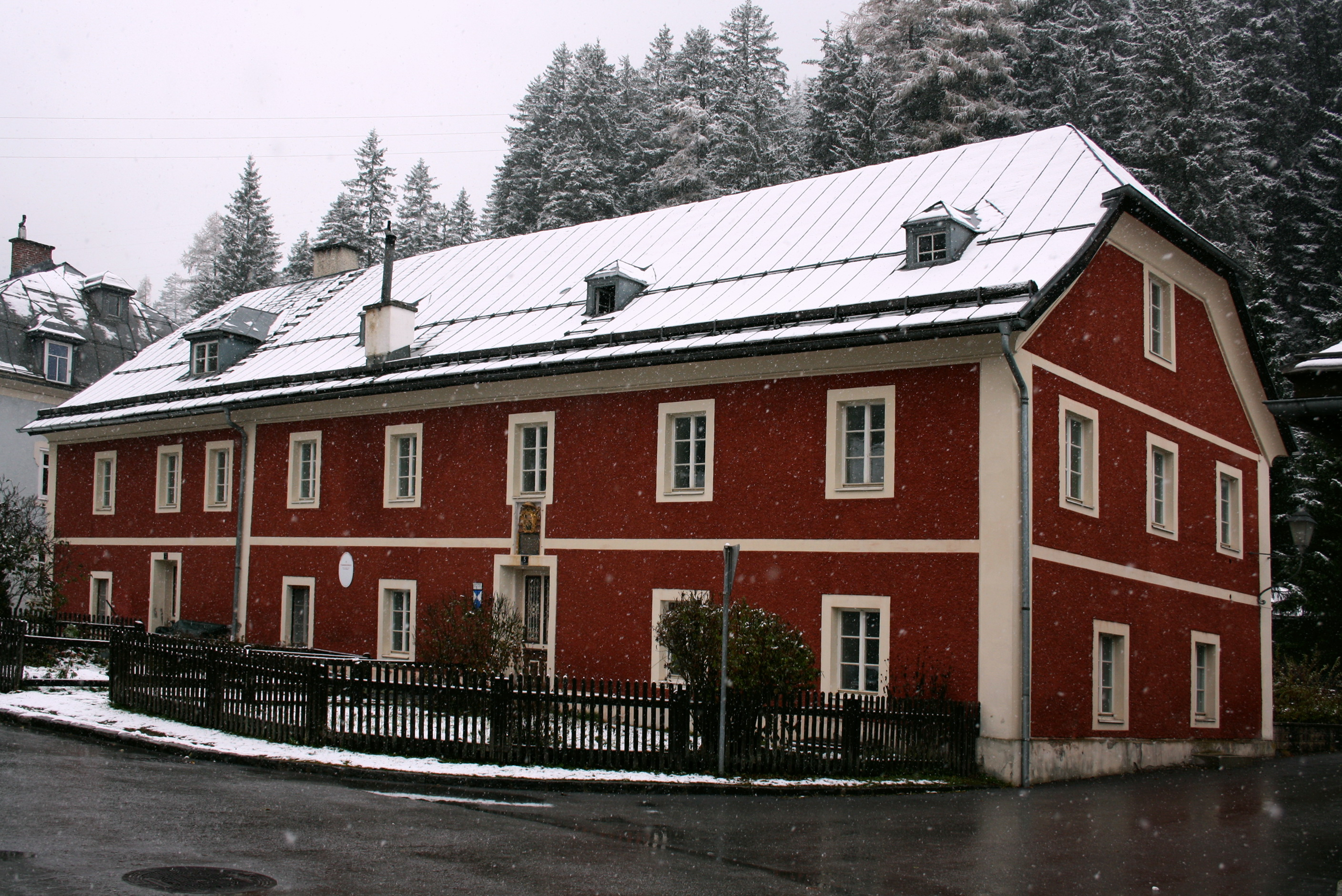
Ehemaliges Pochwerk (Werkmeisterhaus) in Altböckstein

Das ehemalige obere Pochwerk bzw. Werkmeisterhaus der historischen Bergwerkssiedlung Altböckstein befindet sich in der Ortschaft Böckstein der Gemeinde Bad Gastein im Bezirk St. Johann im Pongau im Land Salzburg. Sie steht unter Denkmalschutz (Listeneintrag).

## Geschichte
Am 14. Januar 1741 wurden das alte Pochwerk und das Gold-Waschwerk in der Peck durch eine mächtige Lawine zerstört und weitere Gebäude stark beschädigt. In den folgenden Jahren wurde die Montansiedlung Altböckstein als barockes Bauensemble bis 1745 planmäßig angelegt und 1764 vollendet.
Bis Anfang 1743 wurde die heute noch in Resten sichtbare Hauptwehr angelegt und außerdem der arbeitsaufwändige Wasserkanal für das Energiewassergerinne gegraben. Das Pochwerk selbst wurde um 1746 auf dem neuesten technischen Stand errichtet.
Der neue, große Pocher mit drei Rädern brachte eine höhere Leistung und war in der Erhaltung billiger als die zwei alten Pocher in der Peck mit zusammen fünf Rädern. Nur wenige Meter unterhalb des Pochwerks wurde die moderne Goldschlämmanlage von Altböckstein errichtet, die ebenfalls eine neue Technologie mit deutlicher Effizienzsteigerung und Kostenersparnis mit sich brachte.
Das vom Berg kommende Golderz nahm damit folgenden Weg: Durch eine neu angelegte Sackzug-Rinne kam das Erz über eine „Sturzbrücke“, die über die Gasteiner Ache führte, auf den Schütthof. Die sogenannten Erzläufer brachten das Erz zum Pocher. Nach der Zerkleinerung im Pochwerk gelangte das fertige Pochgut als Schlich in das unmittelbar nordöstlich anschließende Waschwerk und von dieser weiter zur Goldmühle, wo sich der Amalgamierprozess abspielte. Diese drei Funktionseinheiten erhielten die benötigte Antriebsenergie durch unterschlächtige Wasserräder, die in ein parallel zu den Gebäuden verlaufendes Gerinne eingehängt waren.
Das Pochwerk wurde später zu einem Werkmeisterhaus umfunktioniert.

## Beschreibung

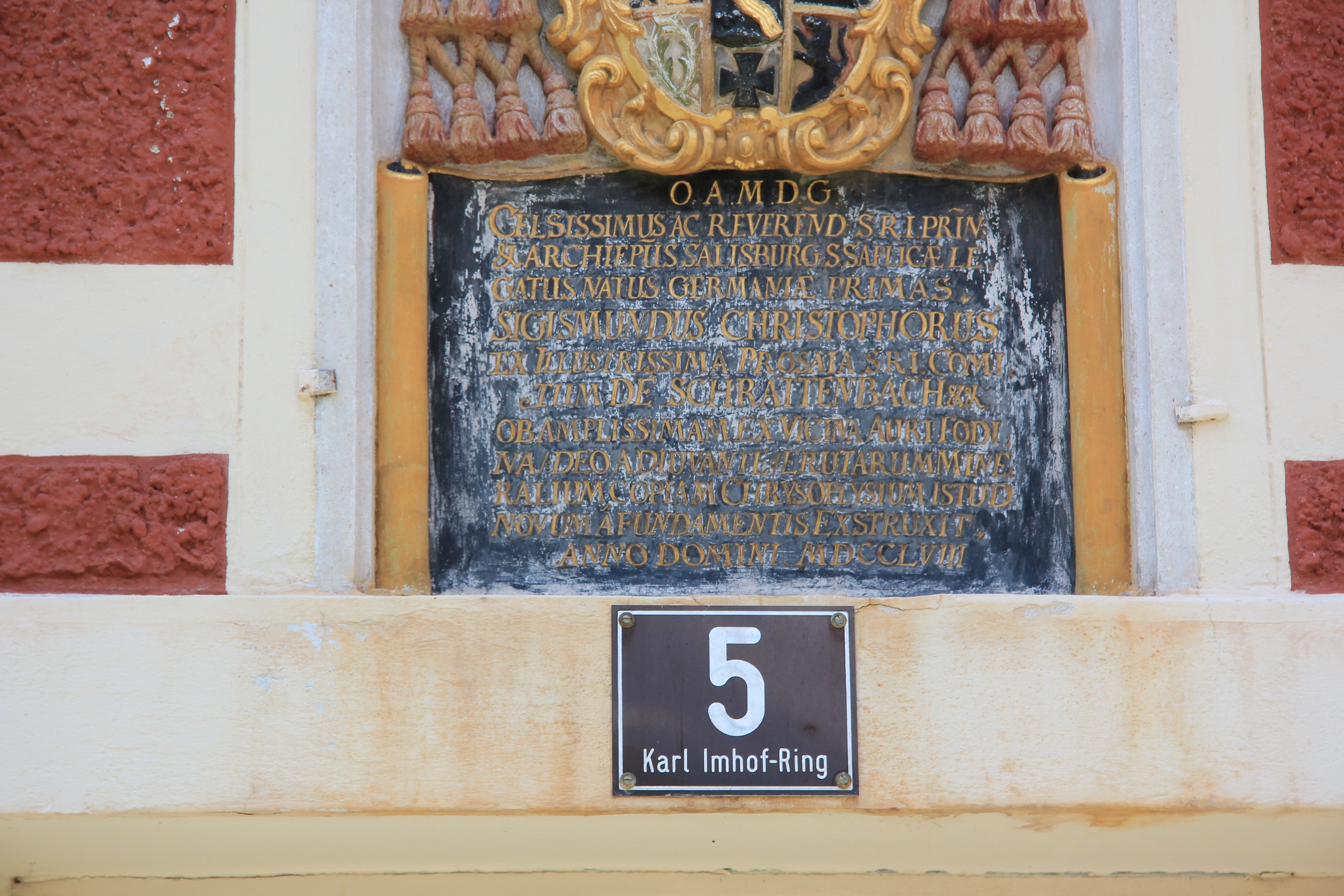
Portal mit Wappenstein

Das zweigeschoßige Gebäude besitzt ein steiles Schopfdach. Die Fassade stammt von etwa 1780, die Haustüren aus dem Jahr 1912.
Oberhalb des Eingangs befindet sich ein Wappenstein des Salzburger Erzbischofs Andreas Jakob von Dietrichstein, der mit der Jahreszahl MDCCLVIII (1758) bezeichnet ist.

## Umgebung
Auf der gegenüberliegenden Straßenseite befindet sich der Säumerstall von Altböckstein.
Auf dem Gelände des ehemaligen Schütthofs steht heute die sogenannte Direktionsvilla von Altböckstein.